# Ngày Quốc tế Dân tộc Bản địa Thế giới
Ngày Quốc tế Dân tộc Bản địa Thế giới, viết tắt là IDWIP (International Day of the World's Indigenous Peoples) là ngày lễ quốc tế được Liên Hợp Quốc chọn ngày 9 tháng 8 hàng năm, để tăng cường sự quan tâm của cộng đồng thế giới đến quyền của các dân tộc bản địa.

## Lịch sử
Ngày Quốc tế Dân tộc Bản địa Thế giới lần đầu tiên được đề cập ở Đại hội đồng Liên Hợp Quốc vào tháng 12/1994, đánh dấu ngày họp đầu tiên của Nhóm công tác Liên Hợp Quốc về quần thể bản địa, thuộc tiểu ban Thúc đẩy và Bảo vệ Nhân quyền (Subcommission on the Promotion and Protection of Human Rights) vào năm 1982.

## Hoạt động
Sự kiện này cũng công nhận những thành tựu và đóng góp của người bản địa làm để cải thiện các vấn đề thế giới như bảo vệ môi trường.
Sự công nhận dân tộc bản địa đáp ứng cuộc đấu tranh của họ trong nhiều thập kỷ về đòi hỏi công nhận sự tồn tại của họ, đặc thù văn hóa của họ và quyền lãnh thổ của họ. Đó là trường hợp của người Kanak ở New Caledonia, 10.000 người Amerindia ở Guyana, người bản địa Úc,...
Năm 2004 Đại hội đồng Liên Hợp Quốc tuyên bố Thập kỷ quốc tế thứ hai của dân tộc bản địa thế giới (2005-2014). Đại hội đồng cũng đã quyết định tiếp tục kỷ niệm Ngày Quốc tế Dân tộc Bản địa Thế giới hàng năm trong thập kỷ thứ hai. Mục tiêu của thập kỷ là tăng cường hơn nữa hợp tác quốc tế để giải quyết các vấn đề phải đối mặt của các dân tộc bản địa trong các lĩnh vực như văn hóa, giáo dục, y tế, quyền con người, môi trường và phát triển kinh tế và xã hội.